# Prorocopis eulopha
Prorocopis eulopha är en fjärilsart som beskrevs av Oswald Beltram Lower 1903. Prorocopis eulopha ingår i släktet Prorocopis och familjen nattflyn. Inga underarter finns listade i Catalogue of Life.